# Ludlow (geología)
| Era Eratema | Periodo Sistema | Época Serie              | Edad Piso                    | Inicio, en millones de años |
| ----------- | --------------- | ------------------------ | ---------------------------- | --------------------------- |
| Paleozoico  | Pérmico         | Pérmico                  | Pérmico                      | 298,9±0,15                  |
| Paleozoico  | Carbonífero     | Carbonífero              | Carbonífero                  | 358,86±0,19                 |
| Paleozoico  | Devónico        | Devónico                 | Devónico                     | 419,62±1,36                 |
| Paleozoico  | Silúrico        | Prídoli Pridoliano       | Prídoli Pridoliano           | 422,7±1,6                   |
| Paleozoico  | Silúrico        | Ludlow Ludloviano        | Ludfordiense Ludfordiano     | 425,0±1,5                   |
| Paleozoico  | Silúrico        | Ludlow Ludloviano        | Gorstiense Gorstiano         | 426,7±1,5                   |
| Paleozoico  | Silúrico        | Wenlock Wenlockiano      | Homeriense Homeriano         | 430,6±1,3                   |
| Paleozoico  | Silúrico        | Wenlock Wenlockiano      | Sheinwoodiense Sheinwoodiano | 432,9±1,2                   |
| Paleozoico  | Silúrico        | Llandovery Llandoveriano | Telychiense Telychiano       | 438,6±1,0                   |
| Paleozoico  | Silúrico        | Llandovery Llandoveriano | Aeroniense Aeroniano         | 440,5±1,0                   |
| Paleozoico  | Silúrico        | Llandovery Llandoveriano | Rhuddaniense Rhuddaniano     | 443,1±0,9                   |
| Paleozoico  | Ordovícico      | Ordovícico               | Ordovícico                   | 486,8 ±1,5                  |
| Paleozoico  | Cámbrico        | Cámbrico                 | Cámbrico                     | 538,8±0,6                   |

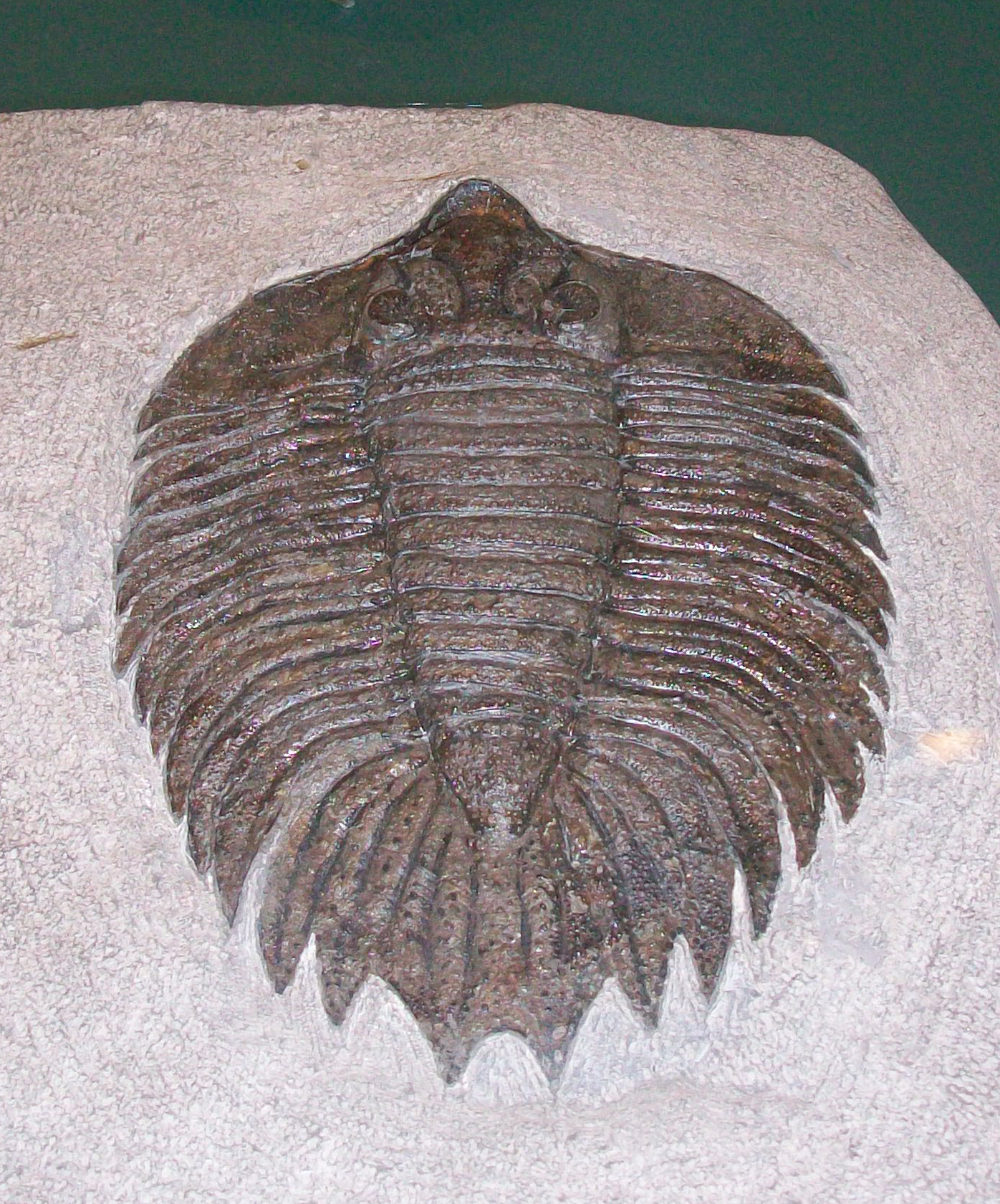
Fósil del trilobites Arctinurus boltoni en el Museo Field de Historia Natural.

El Ludlow o Ludloviano es la tercera serie y época del Silúrico en la escala temporal geológica. Sucede al Wenlock y precede al Prídoli. Comienza hace unos 427 millones de años y finaliza hace unos 423 millones de años. Se divide en dos pisos/edades: Gorstiense y Ludfordiense.